# Streptoprocne
Streptoprocne és un gènere d'ocells de la família dels apòdids (Apodidae). Aquests falciots habiten des de Mèxic fins al nord de l'Argentina.

## Taxonomia
Segons la classificació del Congrés Ornitològic Internacional (versió 13.2, 2023) aquest gènere està format per cinc espècies:
- falciot de collar incomplet (Streptoprocne biscutata).
- falciot dels tepuis (Streptoprocne phelpsi).
- falciot coll-roig (Streptoprocne rutila).
- falciot de clatell blanc (Streptoprocne semicollaris).
- falciot de collar blanc (Streptoprocne zonaris).